# Ivatsevitchy
Ivatsevitchy (en biélorusse : Івацэ́вічы, en łacinka : Ivacevičy) ou Ivatsevitchi (en russe : Ивацевичи) est une ville de la voblast de Brest, en Biélorussie, et le centre administratif du raïon d'Ivatsevitchy. Sa population s'élevait à 23 440 habitants en 2017.

## Géographie
Ivatsevitchy est située à 131 km au nord-est de Brest et à 198 km au sud-ouest de Minsk.

## Histoire
La première mention d'Ivatsevitchy remonte à l'année 1519. Le village devint russe à l'occasion de la troisième partition de la Pologne, en 1795. Tl se développa en raison de la mise en service de la voie ferrée Brest — Moscou dans les années 1870. Ivatsevitchy passa sous la souveraineté de la Pologne en 1921 et devint soviétique à la fin de l'année 1939 ; elle fit partie de la RSS de Biélorussie. Pendant la Seconde Guerre mondiale, Ivatsevitchy fut occupée par l'Allemagne nazie du 24 juin 1941 au 12 juillet 1944 et la population juive exterminée sur place,. En 1947, Ivatsevitchy fut élevée au statut de commune urbaine et devint un centre administratif de raïon. Elle a le statut de ville depuis le 28 mai 1966.

## Population
Recensements (*) ou estimations de la population  :
| 1940  | 1959* | 1970* | 1979*  | 1989*  | 1999*  |
| ----- | ----- | ----- | ------ | ------ | ------ |
| 2 415 | 5 190 | 7 845 | 11 178 | 17 219 | 23 900 |

| 2009*  | 2013   | 2014   | 2015   | 2016   | 2017   |
| ------ | ------ | ------ | ------ | ------ | ------ |
| 22 958 | 23 278 | 23 280 | 23 394 | 23 280 | 23 440 |

## Transports
Ivatsevitchy se trouve sur l'axe de communication Varsovie — Brest — Minsk — Moscou : voie ferrée, autoroute M1 (route européenne 30) et route européenne 85.